# Ludwig Schiviz von Schivizhoffen
Ludwig Schiviz von Schivizhoffen (* 8. Mai 1859 in Zagreb; † 28. August 1939 in Ljubljana) war ein österreichischer Verwaltungsbeamter und Genealoge.

## Leben
Der Sohn eines Statthaltereirats studierte von 1879 bis 1883 Jus an der Universität Graz. Nach der Staatsprüfung 1883 trat er 1883 in den Konzeptsdienst der Landesregierung von Krain und leistete in der Folge Dienst an mehreren Bezirkshauptmannschaften: 1886/1887 in Adelsberg (Postojna), 1887–1889 in Rudolfswert (Novo mesto), 1889/1890 in Krainburg (Kranj), 1890–1896 in Gurkfeld (Videm-Krško). Wegen eines Augenleidens ab 1900 trat er frühzeitig in den Ruhestand. Er konnte sich nun ganz der Genealogie widmen.

## Schriften (Auswahl)
- Der Adel in den Matriken der Grafschaft Görz und Gradiska. Görz 1904.
- Der Adel in den Matriken des Herzogtums Krain. Görz 1905.
- Der Adel in den Matriken der Stadt Graz. Graz 1909. urn:nbn:de:bvb:355-ubr21037-3